# Kyle XY
Kyle XY este un serial de televiziune american științifico-fantastic dramatic de mister. Personajul principal este un adolescent (Matt Dallas), care se trezește dezbrăcat într-o pădure de lângă Seattle, statul  Washington, având cunoștințele sau abilitățile unui nou-născut și fără buric. El este luat de către o familie care-l botează Kyle. Serialul prezintă încercările lui Kyle de a rezolva puzzle-uri pentru a afla cine este și de ce nu are nicio memorie înainte de ziua când s-a trezit în pădure. Deși acțiunea are loc în Seattle din zilele noastre, serialul a fost filmat în zona Vancouver, Columbia Britanică.

## Legături externe
- Official site
- Kyle XY la Internet Movie Database
- Kyle XY Arhivat în 28 septembrie 2018, la Wayback Machine. on TV.com
- Kyle XY on TV Squad
- Comprehensive list of Kyle XY music Arhivat în 24 martie 2010, la Wayback Machine.

Format:Kyle XY
Format:ABC Family